# Carta de Américo Vespucio desde Sevilla

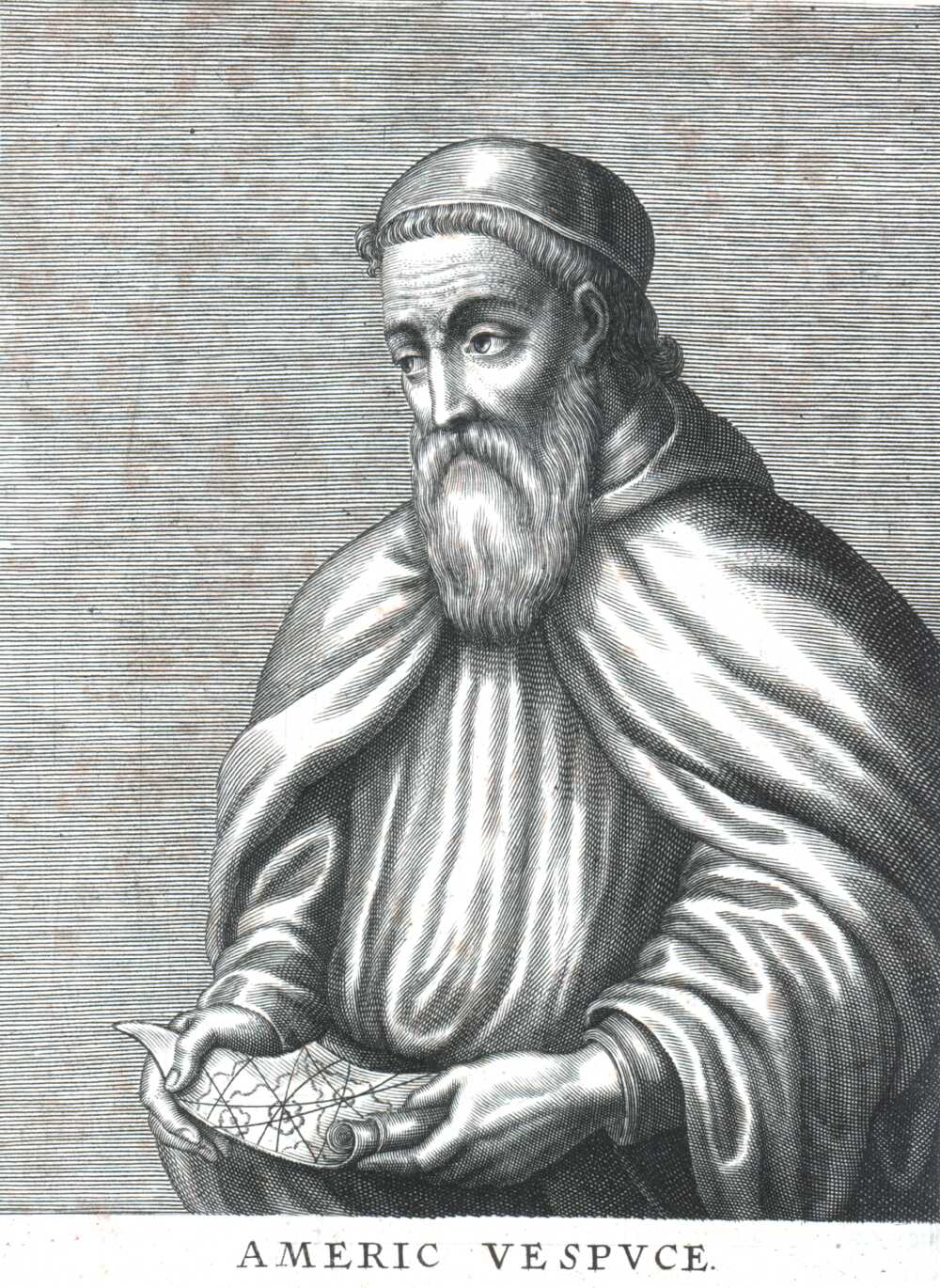
Américo Vespucio.

La carta de Américo Vespucio desde Sevilla (18 de julio de 1500), escrita a su patrón Lorenzo de Pierfrancesco de Médici, describe las experiencias del viaje de Alonso de Ojeda en mayo de 1499. Los hallazgos de Vespucio durante la Era de los Descubrimientos llevaron a la gente de España a creer que América del Norte y del Sur no estaban conectadas con Asia, lo cual era una creencia común en ese momento e incluso era sostenida por el propio Vespucio. A pesar de la controversia reinante entre muchos historiadores sobre qué cartas de Vespucio eran reales y cuáles eran falsas, esta particular carta de Vespucio es notable por su detallada descripción de la costa brasileña y sus habitantes.

## Autenticidad de la Carta
Antonello Gerbi sostiene que la Carta de Sevilla del 1500, la Carta de Cabo Verde del 4 de julio de 1501 y la Carta de Lisboa de 1502, todas escritas a Lorenzo di Pierfrancesco de Médici, son las únicas tres cartas auténticas de Vespucio.
En 1497, Vespucio navegó con España y dejó Cádiz, España, en su primer viaje donde navegaba a través de las Indias Occidentales. En la Carta de Sevilla, escribió que «navegamos durante unas trececientas leguas a esa tierra desde la ciudad de Cádiz». Sin embargo, el viaje en 1497 fue para alcanzar las Indias Occidentales en lugar de Brasil. Vespucio en la carta también escribió «nosotros... descubrimos un país muy grande de Asia».

## Sinopsis
Américo Vespucio, un explorador europeo, navegó hasta España en un esfuerzo por explorar Asia. Navegando al suroeste del Océano Atlántico, Vespucio y su tripulación terminaron descubriendo América del Sur, que inicialmente pensó que estaba conectada con Asia. Vespucio escribió la Carta de Sevilla en Sevilla, España, después de terminar su viaje para resumir todos sus descubrimientos en Sudamérica. Estaba satisfecho con el viaje porque cruzó el Ecuador con éxito y exploró los trópicos, que se llamaban en ese momento la Zona Tórrida, e investigó ríos y diferentes especies de plantas y animales.
Mientras navegaba hacia el sur en el Océano Atlántico, él y su tripulación se perdieron por un error de cálculo de solo unos pocos grados. Era difícil para ellos encontrar las direcciones en el océano por la luz del sol, ya que el ecuador tenía días y noches de igual duración. Comparando los dibujos y las localizaciones reales, arreglaron los errores en el mapa. Después de navegar a través del ecuador, Vespucio fue capaz de refutar la filosofía contemporánea que afirmaba que los trópicos eran inhóspitos para la vida debido al calor. Vespucio aprendió que la Zona Tórrida estaba más densamente poblada que las áreas circundantes. Había llegado a Brasil navegando por los ríos Amazonas y Pará, que estaban conectados con el Océano Atlántico. Cuando Vespucio y su tripulación navegaron hacia el río, tuvieron dificultades para encontrar un lugar para atracar porque estaban rodeados de pantanos. Se encontraron con varias especies de flora y fauna que los asombraron. Este enorme ecosistema hizo que Vespucio llamara a Brasil un «paraíso terrestre».
El viaje de Vespucio y su tripulación también estuvo lleno de interacciones con los indígenas. Cuando llegaron a algunos lugares, bajaron del barco con armas. Vespucio descubrió que los indígenas estaban desnudos sin vergüenza y declaró que eran de «una naturaleza diferente». En todos los lugares que Vespucio y su tripulación exploraron, observaron que los indígenas eran caníbales. En su carta, Vespucio mostró respeto mencionando el hecho de que los indígenas solo comían enemigos y esclavos, y nunca comían mujeres. Algunas tribus indígenas reaccionaron a la presencia de los exploradores de manera diferente a otras. Algunas tribus mostraron afecto proporcionando comida y dando regalos, mientras que otras eran más temerosas y hostiles. En algunas situaciones, los exploradores eligieron luchar y matar a los indígenas e incendiar sus aldeas.. Vespucci y su tripulación también obtuvieron algunos artículos nuevos del comercio. Sin embargo, no pudieron recoger una gran cantidad de las mercancías porque estaban en un largo viaje y solo se detuvieron temporalmente. Vespucio y su tripulación recolectaban principalmente madera de Brasil para teñirla y para el algodón. Además de los encuentros con los indígenas, Vespucio descubrió que cada tribu que conocieron hablaba un idioma diferente. Esta experiencia había ampliado el horizonte de Vespucio en su percepción de la diversidad lingüística, que inicialmente pensó que «en el mundo no había más de setenta y siete lenguas».

## Recepción
Muchos autores han criticado la Carta desde Sevilla por ser información falsa, acusando a Vespucio de no haber hecho nunca realmente el viaje a Brasil o de exagerar su papel. Tomás Moro describe a Europa en Utopía: Una traducción revisada, antecedentes, críticas como fundamentalmente corrupta, creando una cultura en la que Vespucio se sentiría animado a recrear experiencias escuchadas de otros.
Otros culpan a los cartógrafos e intérpretes de la época de Vespucio. Felipe Fernández-Armesto describe a Vespucio como un marinero común italiano, cuyos escritos fueron mal interpretados por sus contemporáneos. Fernández-Armesto establece firmemente que solo dos de los cuatro viajes fueron reales, los cuales Vespucio no comandaba. La culpa pasa de él, a los que hicieron circular sus escritos.
Por otra parte, Charles Whitney critica a los historiadores modernos por ser incapaces de distinguir entre Cristóbal Colón y Vespucio, intentando atribuir a ambos el descubrimiento de las Américas y la creación de desinformación masiva. Argumenta que los conceptos erróneos se encuentran en el mundo académico, impidiendo una verdadera comprensión de los relatos de Vespucio.

## Antecedentes

### Edad de los Descubrimientos
La carta y la exploración que representa es parte de la era conocida como La Edad de la Exploración o La Edad de los Descubrimientos. Comenzó en el siglo XV y continuó en el siglo XVII y se clasifica como una época en la que Europa expandió su conocimiento de la geografía para las rutas comerciales y las riquezas.[cita requerida] Cronológicamente se superpone con el Renacimiento y comparte algunos de los mismos valores como la búsqueda de conocimientos demostrables. Las exploraciones marítimas fueron a menudo el primer contacto entre muchas culturas y europeos. España y Portugal, seguidos más tarde por Francia, Gran Bretaña y los Países Bajos, a menudo financiaron los viajes necesarios[cita requerida] con la esperanza de enriquecerse y en ocasiones para el descubrimiento científico. El ímpetu para la curiosidad de la exploración naval comenzó cuando el Imperio otomano bloqueó las rutas comerciales tradicionales como Constantinopla, África del Norte y el Mar Rojo[cita requerida]. Enrique el Navegante, un príncipe de Portugal, comenzó a financiar viajes para obtener beneficios económicos y con la esperanza de una expansión cristiana que contuviera la expansión y el creciente poder del Islam. Los exploradores más notables fueron Cristóbal Colón, Bartolomé Díaz Vasco da Gama, Juan Caboto, Pedro Álvares Cabral, Fernando de Magallanes, Jacques Cartier, y más tarde Henry Hudson, Hernán Cortés y Francisco Pizarro. Los viajes fueron posibles gracias a ciertos avances tecnológicos como astrolabios, brújulas magnéticas y velas triangulares, así como mapas y sistemas cartográficos más fiables. Muchos de los conocimientos tecnológicos de estos avances se desarrollaron en otros lugares y fueron prestados por las tripulaciones europeas. La China de la dinastía Ming estuvo ampliando sus conocimientos navales durante el siglo XV, pero en 1436 el emperador prohibió más viajes después de llegar a África Oriental. La Edad de los Descubrimientos desafió las visiones del mundo existentes, mejoró el conocimiento geográfico y naval, y creó una estructura de poder global que alteró innumerables comunidades y culturas. El contacto, como describe la carta de Vespucio, no siempre fue un encuentro pacífico. Más allá de los a menudo violentos enfrentamientos entre los marineros y los pueblos nativos al llegar, la Edad de la Exploración dio lugar a un sistema de colonización aún más violento con enfermedades, una reestructuración forzada de las sociedades, el desplazamiento masivo de personas mediante el comercio atlántico de esclavos, y otros cambios drásticos que crearon un desequilibrio de poder que duró siglos después de la Edad de los Descubrimientos.

### Autor
Américo Vespucio (1451-1512) fue un marinero italiano y un navegante consumado que realizó múltiples viajes a las Américas con financiación portuguesa o española. Finalmente se convirtió en ciudadano español. Desarrolló una relación con la familia Médici al ir a Francia para representar a la familia ante el rey francés en 1479. Sus viajes tuvieron lugar en la última década del siglo XV y la primera del siglo XVI. En 1505 su carrera en la navegación terminó porque empezó a trabajar en España como consultor. Su nombre fue inmortalizado por el cartógrafo alemán, Martin Waldseemüller, en 1507, quien usó la palabra «América» en un mapa del nuevo continente. En 1508, se convirtió en jefe de navegación supervisando los viajes y recopilando datos en los mapas de España. Continuó con este respetado trabajo más tarde hasta su muerte. Vespucio contribuyó a la Edad de la Exploración como explorador y como oficial español.

### Viajes de Vespucio
El viaje de 1499 fue patrocinado por España. Este viaje fue considerado el segundo viaje durante siglos hasta el siglo XX, cuando surgió la controversia porque algunos historiadores comenzaron a creer que muchos de los documentos eran falsos, incluyendo los documentos sobre lo que se creía que era su primer viaje. Debido a esta disputa en los registros, se desconoce cuántos viajes emprendió. Los historiadores confían en que el viaje de 1499 tuvo lugar, mientras que los informes de un viaje anterior son dudosos. En este viaje con cuatro barcos, Vespucio viajó hasta la actual Guyana, luego hacia el sur hasta la desembocadura del río Amazonas y continuando hacia el sur, posiblemente hasta el Cabo de Santo Agostinho, antes de regresar. En el viaje de regreso, visitó Trinidad y La Española. Su otro viaje verificado, de 1501, fue patrocinado por Portugal. Este viaje llevó a Vespucio a darse cuenta de que no había llegado a Asia, sino a un «Nuevo Mundo». Emprendió otro viaje en 1504.